# Mijnden
Mijnden (52° 12′ N, 5° 01′ L) é uma vila dos Países Baixos, na província de Utrecht. Mijnden pertence ao município de Loenen, e está situada a 12 km, a oeste de Hilversum.
A área de Mijnden, que também inclui as partes periféricas da cidade, bem como a zona rural circundante, tem uma população estimada em 200 habitantes.